# منطقه حفاظت‌شده ارس سیستان
منطقهٔ حفاظت‌شدهٔ اُرس سیستان یک منطقهٔ حفاظت‌شده با مساحت ۱۴۴۰۰۸ هکتار است که در استان خراسان رضوی در ایران قرار دارد. این منطقهٔ حفاظت‌شده طبق مصوبهٔ شمارهٔ ۶۵۹ در تاریخ ۱۳۷۸/۱۰/۱۵ در فهرست مناطق تحت حفاظت سازمان محیط زیست ایران قرار گرفت.
این منطقه در رشته‌کوه هزارمسجد در راستای رشته‌کوه البرز قرار دارد. ارتفاع بلندترین کوه این منطقه به‌نام هزارمسجد ۳۱۰۰ متر است. وسعت این منطقه ۹۲ هزار هکتار بوده است ولی به علت قطع بی‌رویه از درختان این جنگل، اکنون به چهار هزار هکتار رسیده است. نزدیک‌ترین روستا به این جنگل، روستای لایین از توابع شهر کلات می‌باشد. منطقه حفاظت شده ارس سیستان، پوشیده از درختان جنگلی ارس است. وسعت آن ۱۱۲۷۱۴ هکتار بوده و گونه‌های جانوری آن شامل پلنگ ایرانی، کل و بز وحشی، قوچ و میش اوریال، گراز، گرگ و پرندگانی چون کبک دری، کبک معمولی، تیهو، انواع سهره و انواع پرندگان شکاری می‌باشند. حفاظت از آن به عهده اداره حفاظت محیط زیست شهرستان کلات نادری می‌باشد. ارس سیستان از سال ۱۳۷۶ منطقه شکار ممنوع اعلام گردید و در سال ۱۳۷۸ به منطقه حفاظت‌شده ارتقاء یافت.